# Flemingsbergsviken

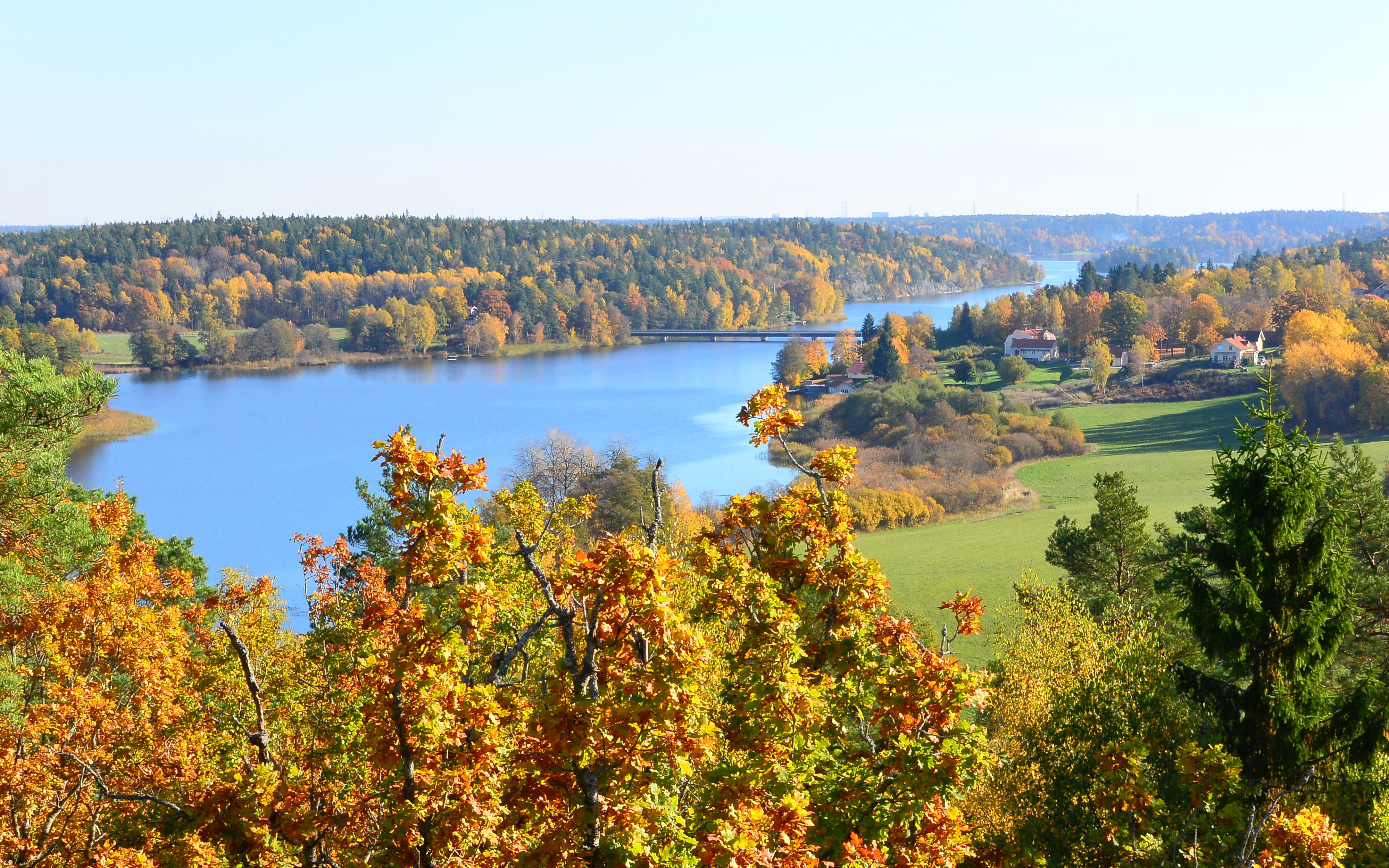
Vy över viken från Stensättra fornborg.

Flemingsbergsviken är en vik av sjön Orlången i Huddinge kommun, Stockholms län. Vid vikens södra sida ligger Stensättra fornborg, Stensättra gård och Sundby gård. I vikens inre del anlade kommunen 1994–1995 Flemingsbergsvikens våtmarksanläggning för rening av dagvatten. Flemingsbergsviken ingår i Orlångens naturreservat och i Flemingsbergsskogens naturreservat.

## Geografi

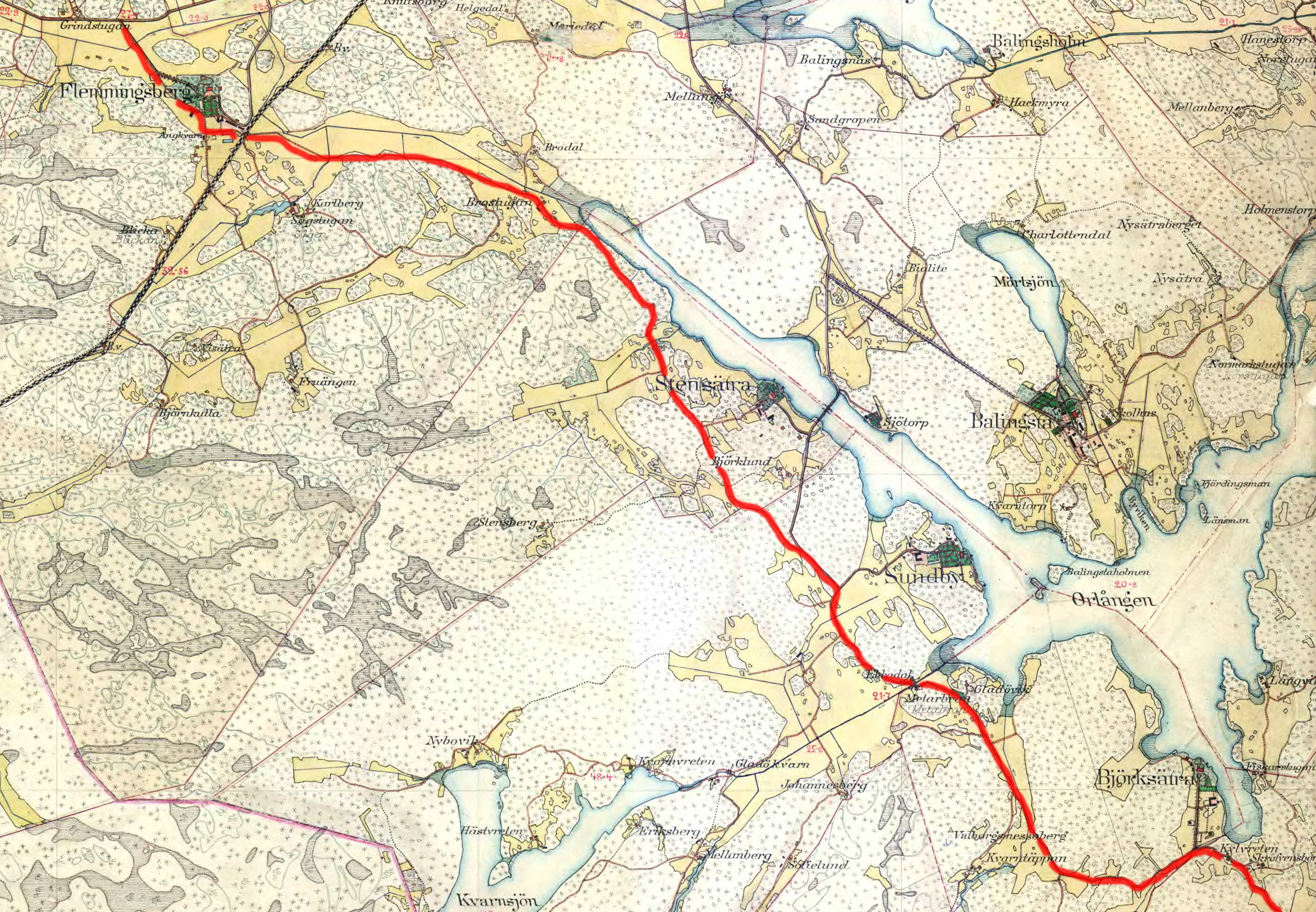
Flemingsbergsviken omkring år 1900 med den Gamla sockenvägen Flemingsberg – Lissma.

Flemingsbergsviken är en typisk sprickdalssjö och utgör den västligaste viken av Orlången. Den är mellan 300 och 500 meter bred och sträcker sig knappt fem kilometer i nordvästlig riktning inåt landet mot kommundelen Flemingsberg som gav viken sitt namn. I östra delen passerar länsväg 259 (Lännavägen) med en cirka 200 meter lång lågbro över viken. Nuvarande bro anlades på 1970-talet men en bro existerade redan vid sekelskiftet 1900. Det fanns även en körbar bro över vikens innersta del. Där stod den numera försvunna Brostugan som var ett dagsverkstorp under Flemingsbergs gård och finns upptagen i husförhörslängden från 1689.

## Kultur
Området kring Flemingsbergsviken koloniserades troligen redan under vikingatiden som många fornfynd tyder på. Vid den tiden fanns en vattenväg mellan Orlången och Tullingesjön-Albysjön och vidare ut till Mälaren. Intill vattenvägen uppfördes Huddinges största fornborg; Stensättra fornborg. Borgen ligger cirka 900 meter nordväst om Stensättra gård på en jämn bergsplatå med vid utsikt över Flemingsbergsviken och sjön Orlången. Längre västerut finns Visättra fornborg (även kallad Flemingsbergsvikens fornborg) från samma tid. Längs vikens södra sida sträcker sig den Gamla sockenvägen Flemingsberg – Lissma som sammanknöt bland annat gårdarna Flemingsberg, Stensättra, Sundby, Björksättra samt Lissma och övergavs på 1850-talet. På norra sidan om viken märks Balingsta gård med väderkvarnen Balingsta kvarn som syns över ett stort område.

## Våtmarksområde
I vikens innersta del anlade Huddinge kommun ett våtmarksområde som skall rena de näringsrika vattendrag som flyter genom jordbruksmarken i avrinningsområdena samt dagvatten (nederbördsvatten) från vägar och torg från Flemingsberg och Glömstaområdena innan det når Orlången. Anläggningen togs i bruk 1995 och har en yta på 150 x 1 200 meter som omfattar bland annat dammar, oljeavskiljning, sedimentering och möjlighet till kemisk fällning.

## Bilder

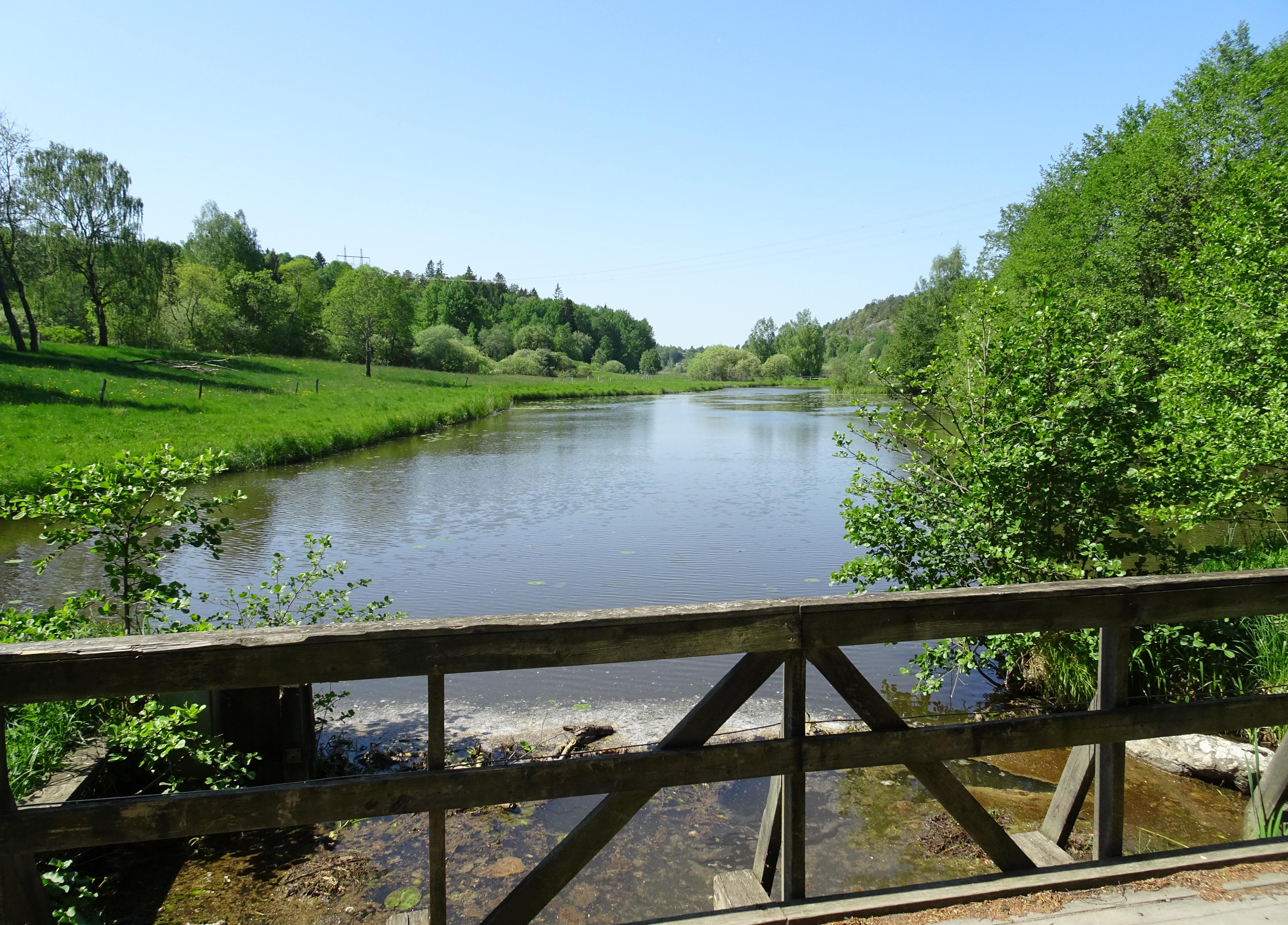
Flemingsbergsvikens våtmarksanläggning.
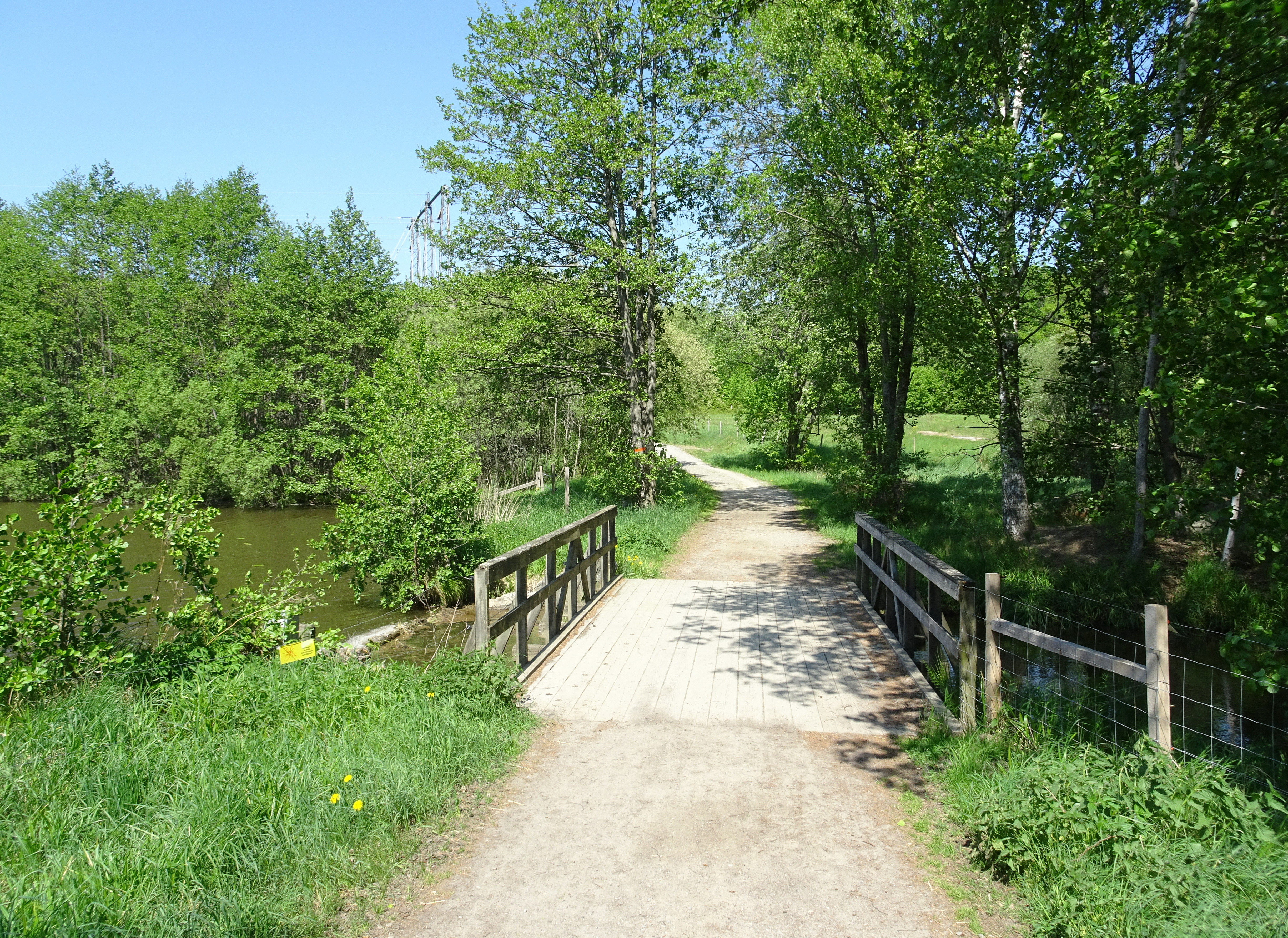
Gamla bron vid före detta Brostugan.
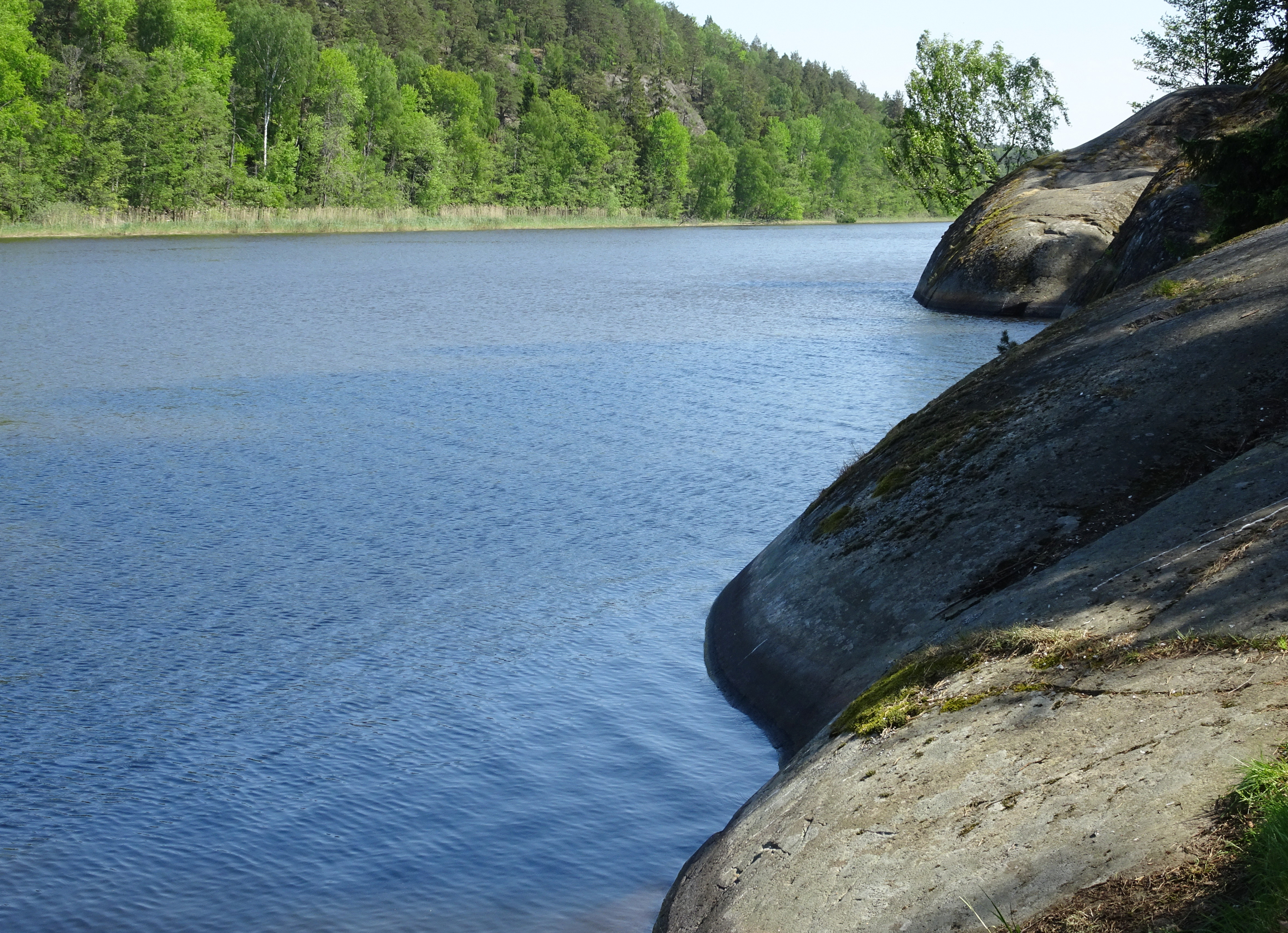
Vikens södra sida, vy mot sydost.
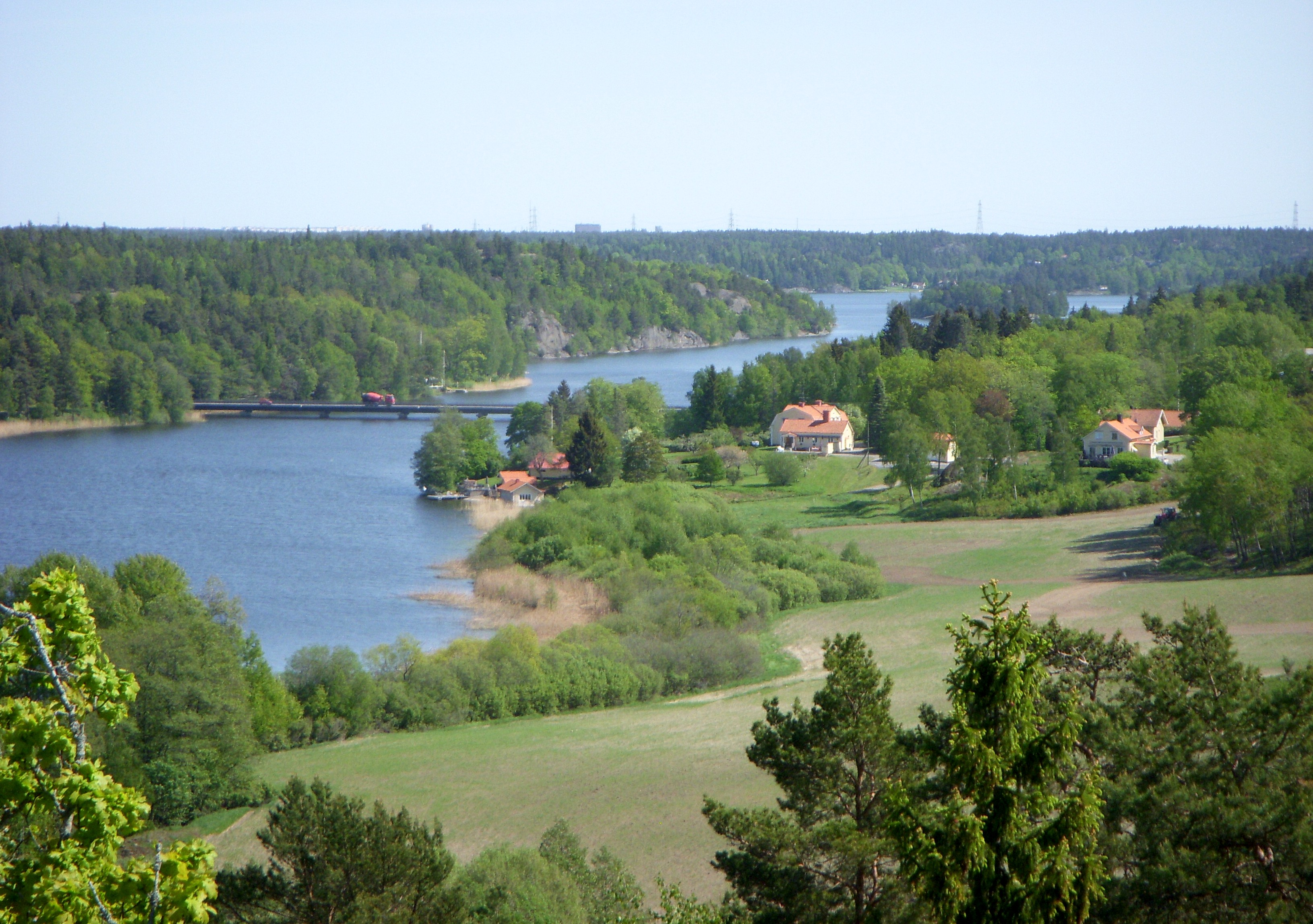
Vy mot sydost från Stensättra fornborg.
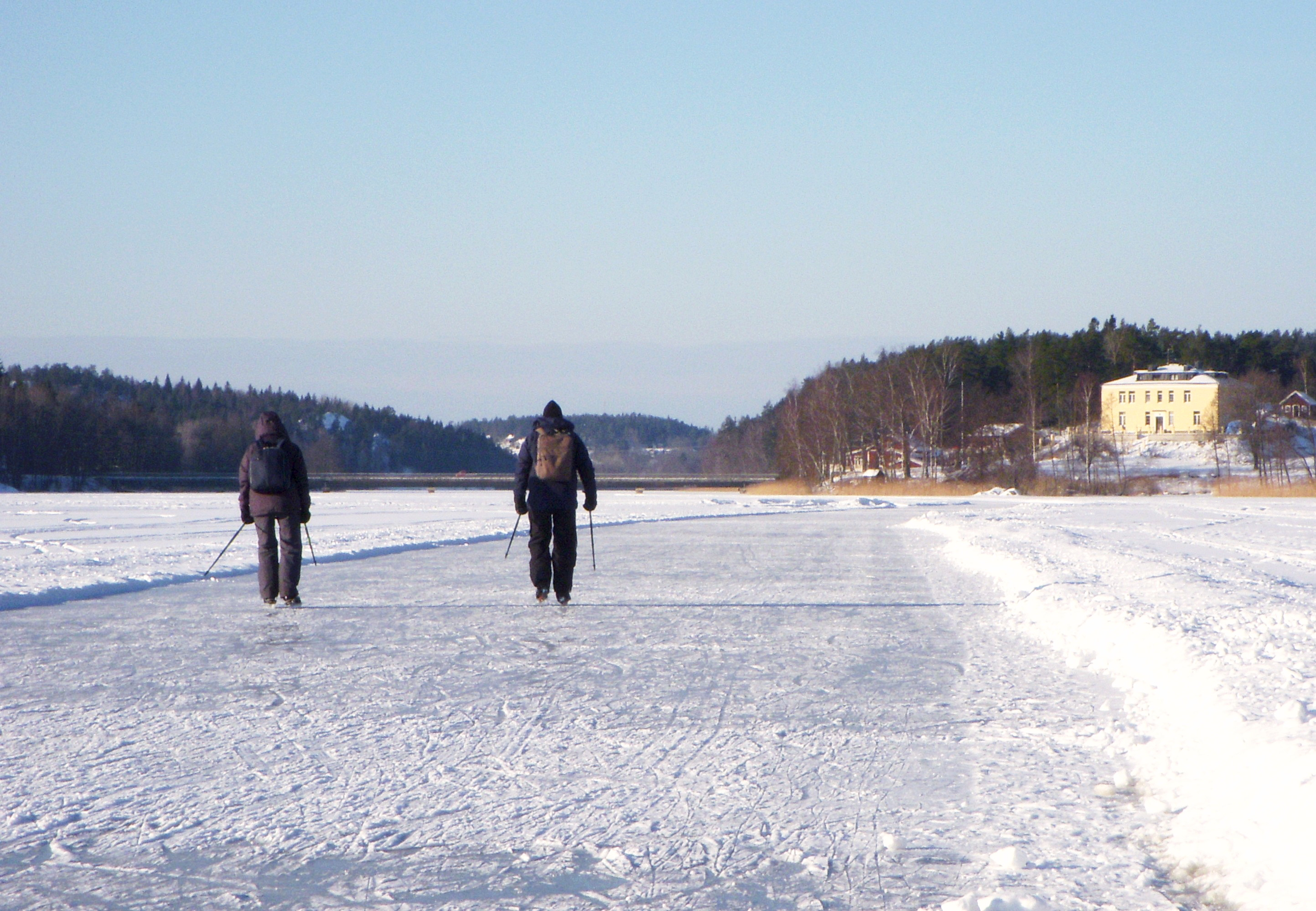
Flemingsbergsviken på vintern, vy mot nordväst.